# Ptychochromis inornatus
Ptychochromis inornatus är en fiskart som beskrevs av Sparks 2002. Ptychochromis inornatus ingår i släktet Ptychochromis och familjen Cichlidae. IUCN kategoriserar arten globalt som starkt hotad. Inga underarter finns listade i Catalogue of Life.